# Воробйов Олександр Федотович
Олександр Федотович Воробйов (нар. 1917 — пом. ?) — радянський футболіст, вортар.

## Життєпис
Футбольну кар'Єру розпочав 1935 року в дніпропетроській «Команді заводу імені Джержинського». У 1936-1937 роках грав за збірну заводу імені Дзержинського / «Сталь» Дніпродзержинськ. У травні - червні 1938 року провів чотири матчі в чемпіонаті СРСР за «Стахановець» (Сталіно). У 1939-1940 роках виступав у першості КФК за «Динамо» (Ташкент), півфіналіст Кубку СРСР 1939 року.
У 1946-1947 роках — гравець ОБОЧА / БО Мінськ. Грав в командах першості Білоруської РСР «Динамо» Молодечно (1950), «Спартак» Мінськ (1951).